# Bustul prof. dr. Victor Babeș din București
De fapt sunt două Busturi prof. dr. Victor Babeș amplasate în București.
Victor Babeș (4 iulie 1854, Viena - 19 octombrie 1926, București) a fost un bacteriolog și morfopatolog român, fondator al școlii românești de microbiologie, membru al Academiei Romane din 1893. Activitatea științifică a lui Victor Babeș a fost foarte vastă, cu un accent deosebit în problemele de tuberculoză, lepră, vaccinare anti-rabică și seroterapie anti-difterică. A demonstrat prezența bacililor tuberculozei în urina persoanelor bolnave și a pus în evidență peste 40 de microorganisme patogene.  A fost membru al Academiei Române, membru corespondent al Academiei de Medicină din Paris și ofițer al Legiunii de Onoare din Franța.
- Unul dintre busturi este opera sculptorului român Cornel Medrea (1888 - 1964)[2]. Bustul este așezat pe un soclu placat cu piatră pe care este fixată o plăcuță cu următoarea inscripție:

| PROFESOR DR. VICTOR BABEȘ |

Lucrarea este înscrisă în Lista monumentelor istorice 2010 - Municipiul București - la nr. crt. 2306, cod LMI B-III-m-B-19990.
Monumentul se află în curtea Institutului Cantacuzino situat pe Splaiul Independenței nr. 103, sector 5.

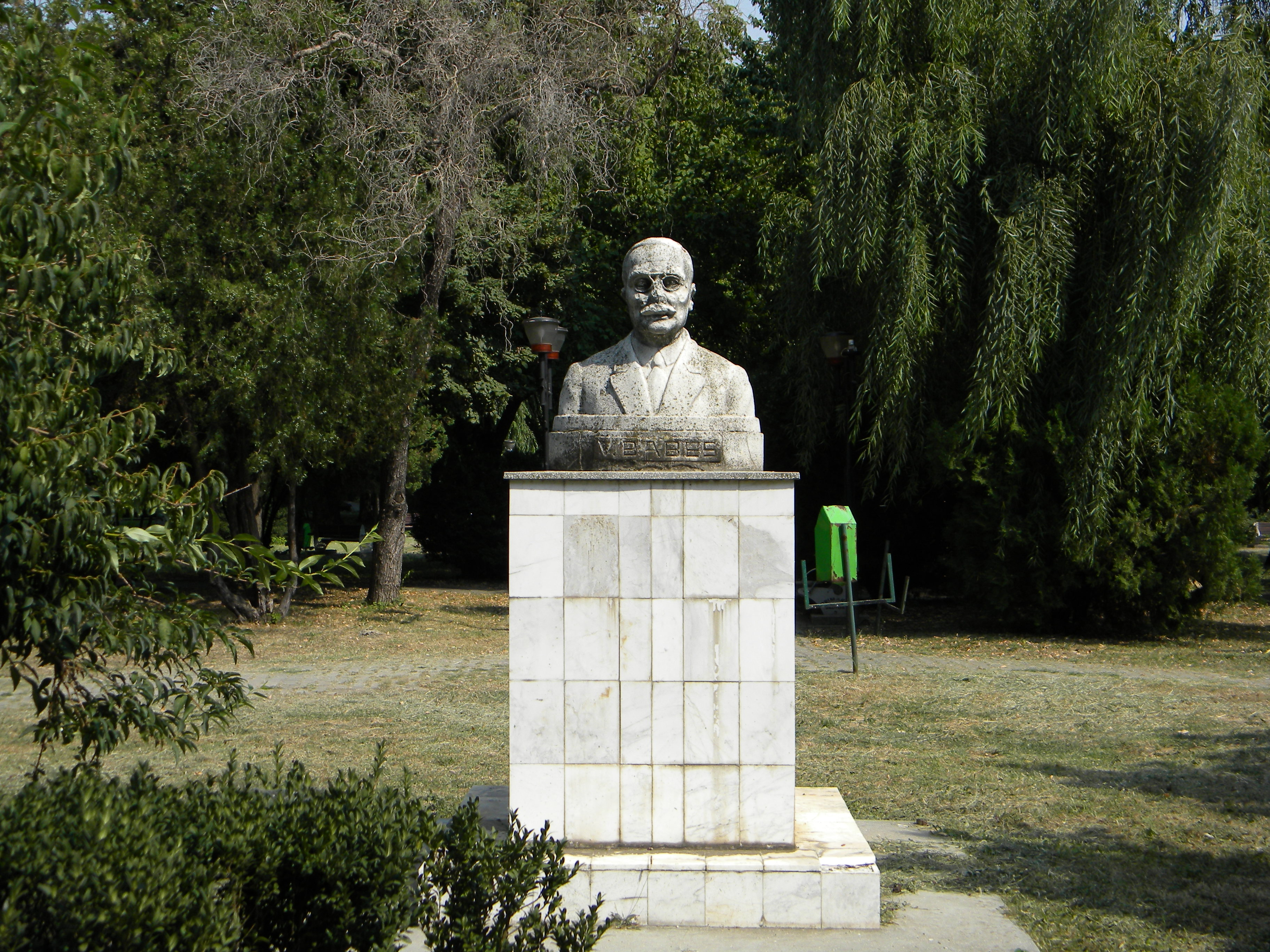
Bustul prof. dr. Victor Babeş din curtea Universităţii de Medicină şi Farmacie

- Celălalt bust este opera sculptorului Max Kremser, este realizat din piatră de Câmpulung și așezat pe un soclu de beton placat cu marmură[4]. La baza bustului se află următoarea inscripție:

| V. BABEȘ |

Acest bust nu este înscris în Lista monumentelor istorice 2010 - Municipiul București.
Monumentul este amplasat în curtea Universității de Medicină și Farmacie de pe Bulevardul Eroii Sanitari nr. 8, sector 5.